# 48-й танковий корпус (Третій Рейх)
48-й та́нковий ко́рпус (нім. XLVIII. Panzerkorps) — танковий корпус Вермахту в роки Другої світової війни. З 15 грудня 1940 по 21 червня 1942 — 48-й моторизований корпус (нім. XLVIII.Armeekorps (mot).

## Історія
XLVIII-й танковий корпус був сформований 21 червня 1942 шляхом перейменування 48-го моторизованого корпусу.

## Командування

### Командири
- генерал танкових військ Рудольф Фаєль (21 червня — 1 листопада 1942);
- генерал-лейтенант Фердинанд Гайм (1 — 19 листопада 1942);
- генерал танкових військ Ганс Крамер (19 — 25 листопада 1942);
- генерал танкових військ Генріх Ебербах (26 — 30 листопада 1942);
- генерал танкових військ Отто фон Кнобельсдорф (30 листопада 1942 — 6 травня 1943);
- генерал від інфантерії Дітріх фон Холтіц (6 травня — 30 серпня 1943);
- генерал танкових військ Отто фон Кнобельсдорф (30 серпня — 30 вересня 1943);
- генерал від інфантерії Дітріх фон Холтіц (30 вересня 1943 — 21 жовтня 1943);
- генерал танкових військ Генріх Ебербах (22 жовтня — 14 листопада 1943);
- генерал танкових військ Герман Бальк (15 листопада 1943 — 4 серпня 1944);
- генерал танкових військ Вальтер Нерінг (4 — 19 серпня 1944);
- генерал танкових військ Фріц Губерт Грезер (19 серпня — 20 вересня 1944);
- генерал танкових військ Максиміліан фон Едельсхайм (20 вересня 1944 — 3 травня 1945);
- генерал-лейтенант Вольф Гагеман (3 — 8 травня 1945).

## Бойовий склад 48-го танкового корпусу
Формування управління, забезпечення та підтримки
- 108-ме артилерійське командування (Arko 108);
- 448-й корпусний батальйон зв'язку (Korps-Nachrichten-Abteilung 448);
- 448-ме управління корпусного постачання (Korps-Nachschubtruppen 448);
- 448-й взвод фельджандармерії (Feldgendarmerie-Trupp 448);
- 448-й Східний батальйон (Ost Bataillon 448).

- 24-та танкова дивізія (24. Panzer-Division);
- 377-ма піхотна дивізія (377. Infanterie-Division);
- Дивізія «Гроссдойчланд» (Division "Großdeutschland").

- 24-та танкова дивізія;
- 3-тя моторизована дивізія (3. Infanterie-Division (mot);
- 16-та моторизована дивізія (16. Infanterie-Division (mot);
- Дивізія «Гроссдойчланд».

- 14-та танкова дивізія (14. Panzer-Division);
- 24-та танкова дивізія;
- 29-та моторизована дивізія (29. Infanterie-Division (mot).

- 14-та танкова дивізія;
- 24-та танкова дивізія;
- 29-та моторизована дивізія;
- 94-та піхотна дивізія (94. Infanterie-Division);
- 20-та румунська дивізія (20. rumänische Division);

- 11-та танкова дивізія (11. Panzer-Division);
- 336-та піхотна дивізія (336. Infanterie-Division);
- 384-та піхотна дивізія (384. Infanterie-Division);
- 7-ма авіапольова дивізія (Luftwaffen-Feld-Division 7).

- 6-та танкова дивізія (6. Panzer-Division);
- 11-та танкова дивізія;
- 39-та піхотна дивізія (39. Infanterie-Division);
- 106-та піхотна дивізія (106. Infanterie-Division).

- 11-та танкова дивізія;
- Панцергренадерська дивізія «Гроссдойчланд».

- 3-тя танкова дивізія (3. Panzer-Division);
- 11-та танкова дивізія;
- Панцергренадерська дивізія «Гроссдойчланд»;
- 167-ма піхотна дивізія (167. Infanterie-Division).

- 11-та танкова дивізія;
- 19-та танкова дивізія (19. Panzer-Division).

- 1-ша танкова дивізія (1. Panzer-Division);
- 8-ма танкова дивізія (8. Panzer-Division);
- 19-та танкова дивізія;
- Танкова дивізія Лейбштандарте-СС «Адольф Гітлер» (SS-Division "Adolf Hitler");
- Танкова дивізія СС «Дас Райх» (SS-Division "Das Reich").

- 7-ма танкова дивізія (7. Panzer-Division);
- 8-ма танкова дивізія.

- 96-та піхотна дивізія (96. Infanterie-Division);
- 349-та піхотна дивізія (349. Infanterie-Division);
- 357-ма піхотна дивізія (357. Infanterie-Division);
- 359-та піхотна дивізія (359. Infanterie-Division).

- 16-та танкова дивізія (16. Panzer-Division);
- 20-та панцергренадерська дивізія (20. Panzer-Grenadier-Division);
- 97-ма єгерська дивізія (97. Jäger-Division);
- 304-та піхотна дивізія (304. Infanterie-Division).

- 68-ма піхотна дивізія (68. Infanterie-Division);
- 168-ма піхотна дивізія (168. Infanterie-Division);
- 304-та піхотна дивізія.

- 208-ма піхотна дивізія (208. Infanterie-Division);
- 269-та піхотна дивізія (269. Infanterie-Division);
- 329-та піхотна дивізія (329. Infanterie-Division).

- 17-та піхотна дивізія (17. Infanterie-Division);
- 208-ма піхотна дивізія.

- 14-та зенітна дивізія (14. Flak-Division);
- Бойова група «Галле» (Kampfgruppe "Halle");
- Бойова група «Лейпціг» (Kampfgruppe "Leipzig");
- Бойова група «Торгау» (Kampfgruppe "Torgau");
- Бойова група «Ріеса» (Kampfgruppe "Riesa");
- Бойова група «Герман» (Kampfgruppe "Hermann");
- Бойова група «Шерер» (Kampfgruppe "Scherer");
- Бойова група «Шилдау» (Kampfgruppe "Schildau");